# Hydrolagus
Hydrolagus là một chi cá trong họ Chimaeridae.

## Hình ảnh

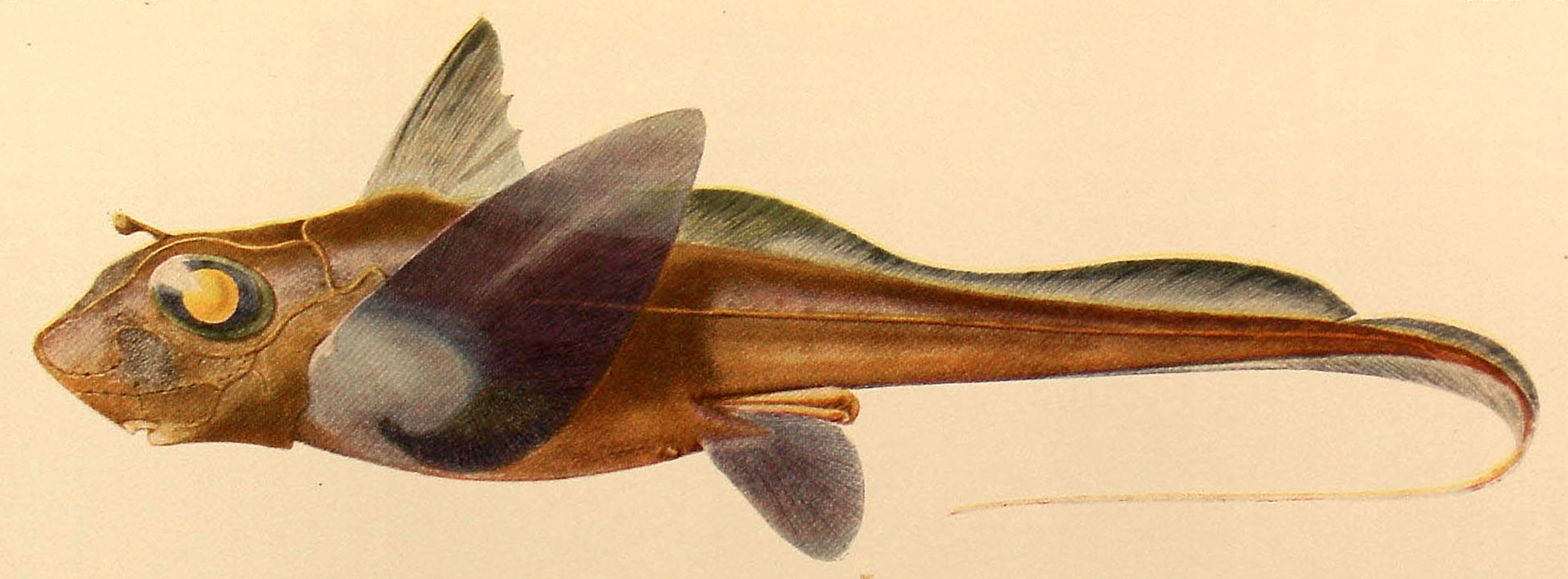
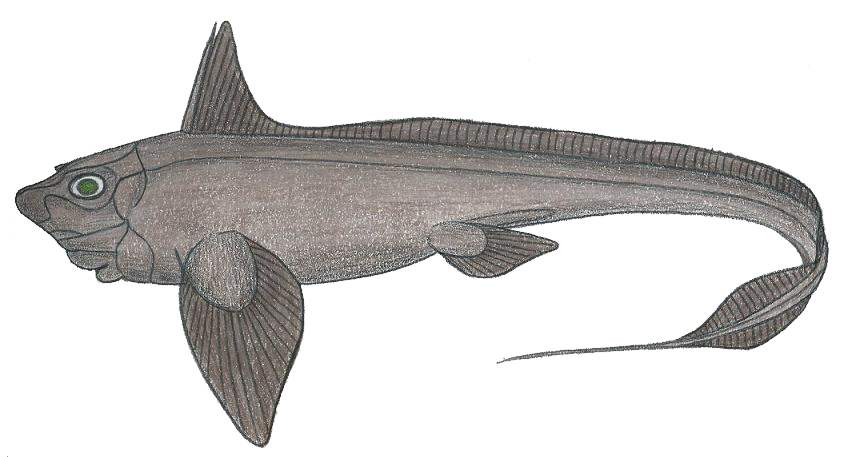
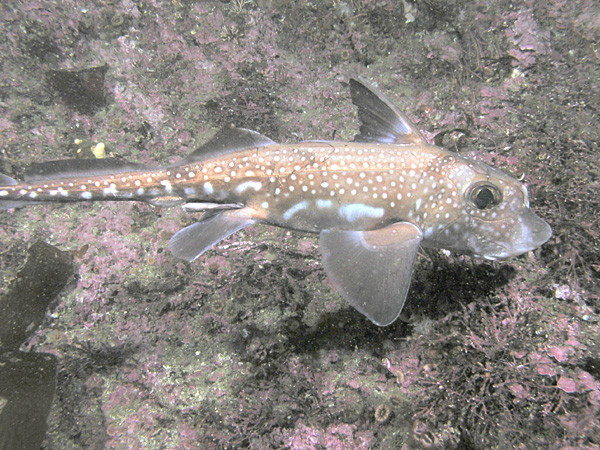
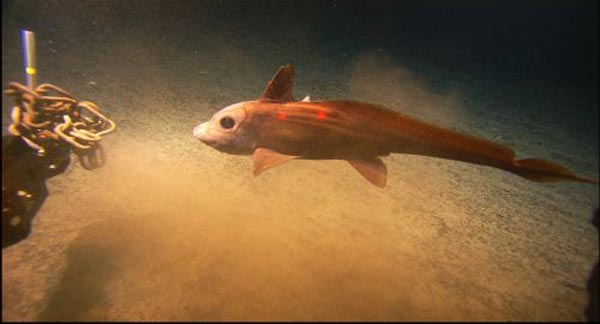

## Các loài
Chi này có các loài sau:
- Hydrolagus africanus
- Hydrolagus alberti
- Hydrolagus barbouri
- Hydrolagus lemures
- Hydrolagus macrophthalmus
- Hydrolagus mitsukurii
- Hydrolagus ogilbyi
- Hydrolagus purpurescens
- Hydrolagus trolli
- Hydrolagus matallanasi
- Hydrolagus novaezealandiae
- Hydrolagus bemisi